# Horatio Bottomley

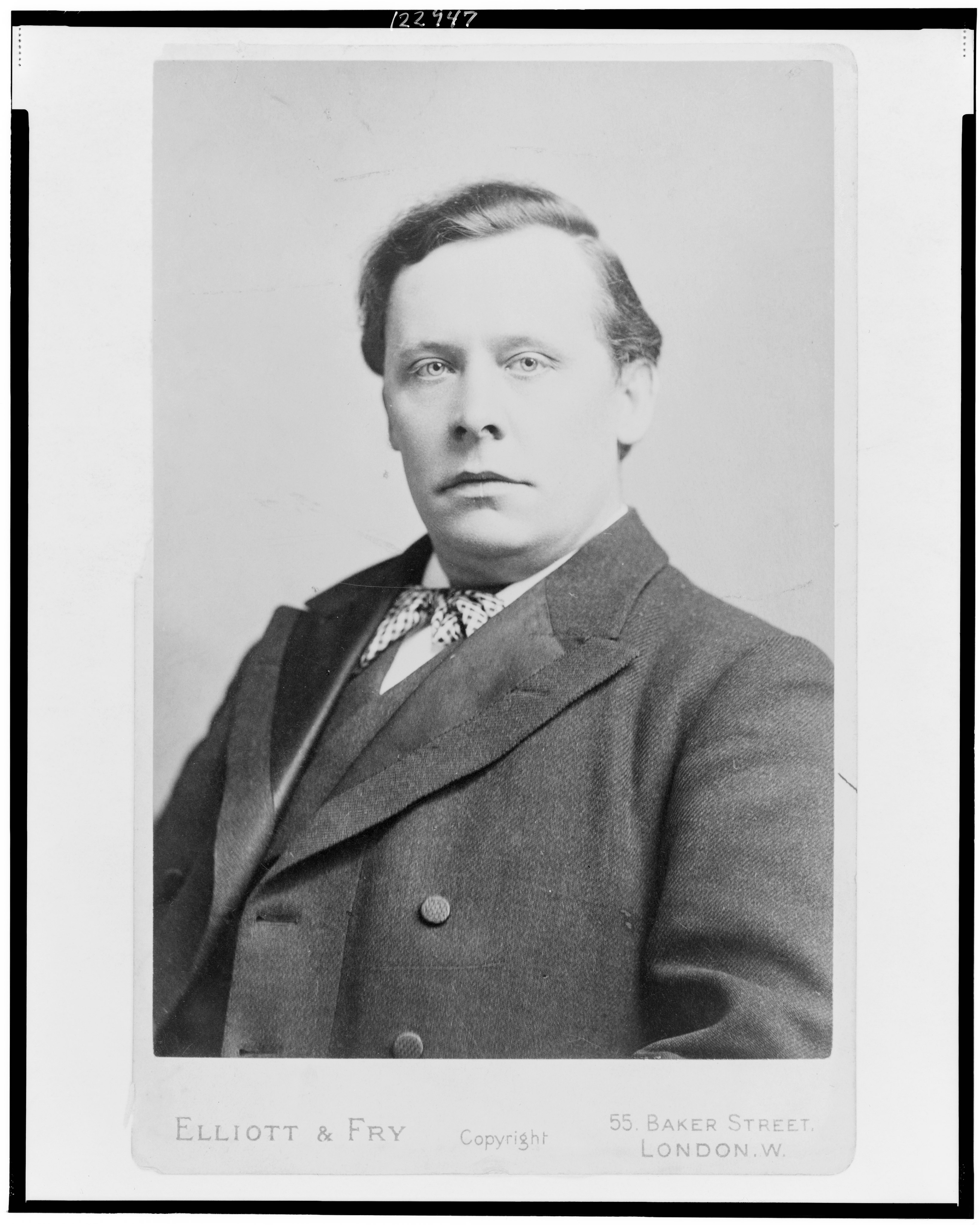
Horatio Bottomley

Horatio William Bottomley, född 23 mars 1860 och död 26 maj 1933, var en brittisk finansman och tidningsägare.
Från enkla förhållanden och utan utbildning arbetade sig Bottomley fram till en betydelsefull ställning inom finansvärlden och grundade flera stora bolag och tidningar. Han namn är främst knutet till det föraktade men allmänt lästa skandalbladet John Bull, grundat 1906 och redigerat av honom själv. I tidningen drev han under första världskriget en hätsk nationalistisk propaganda, riktad främst mot tyskar men även mot sina politiska motståndare. 1906-12 och 1918-22 var han parlamentsledamot och tog som sådan aktiv del i politiken. Bottomley anklagades flera gånger för bedrägligt förfarande i samband med sina affärer, bland annat 1893 och 1909, men lyckades bli frikänd genom sitt på egen hand mästerligt skötta försvar. I en ny process 1922 fälldes han slutligen, och dömdes denna gång till 7 års straffarbete, men frigavs 1927.